# Пейнс
Пейнс (нід. Peins) — село в нідерландській провінції Фрисландія. Входить до муніципалітету Вадхуке.
Його площа становить 4,06км², а населення станом на 2021 рік складало 260 осіб.
Перша згадка про населений пункт датується 13-им сторіччям.

## Галерея

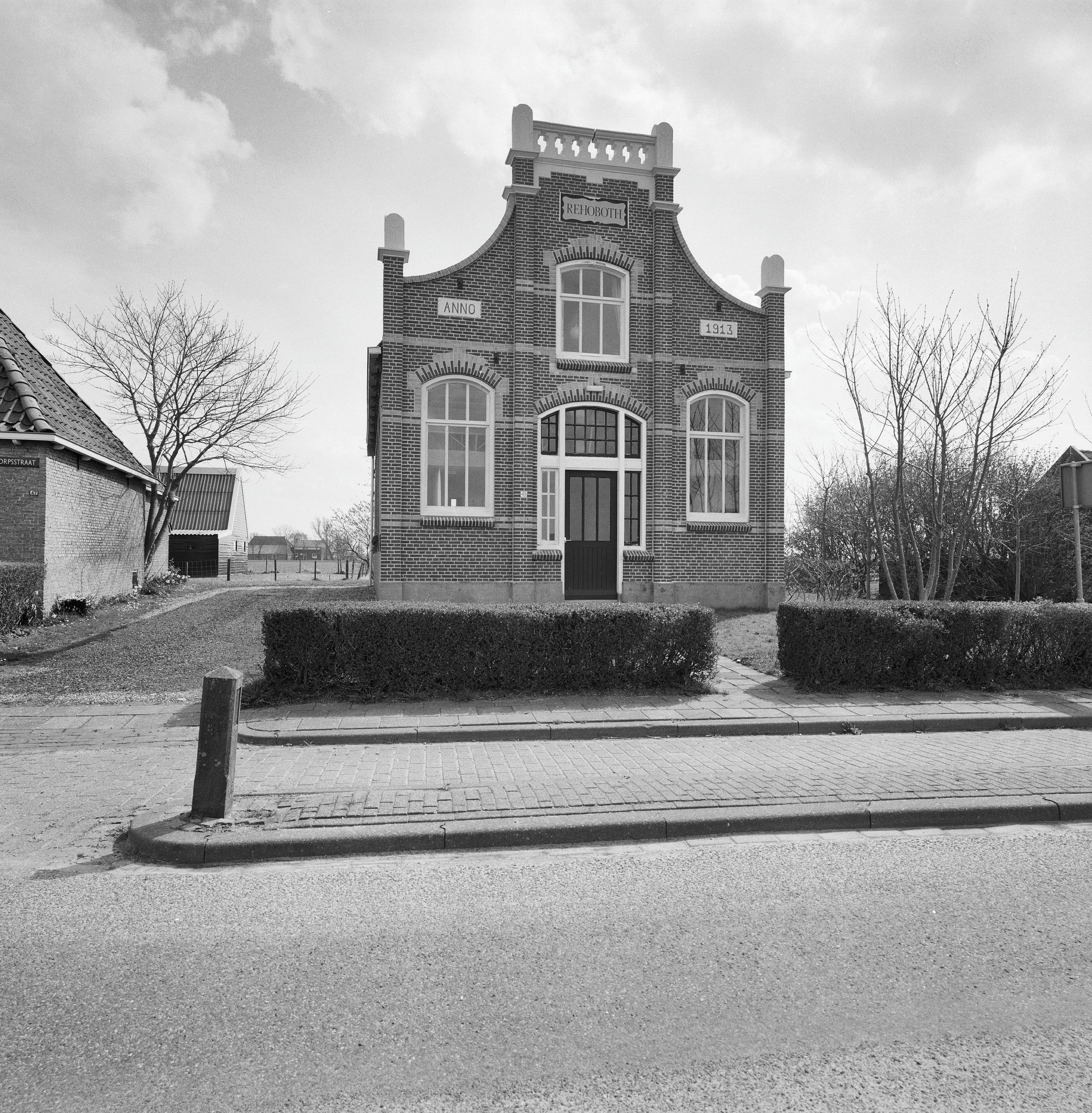
Сільський будинок